# Saint-Hilaire-des-Loges

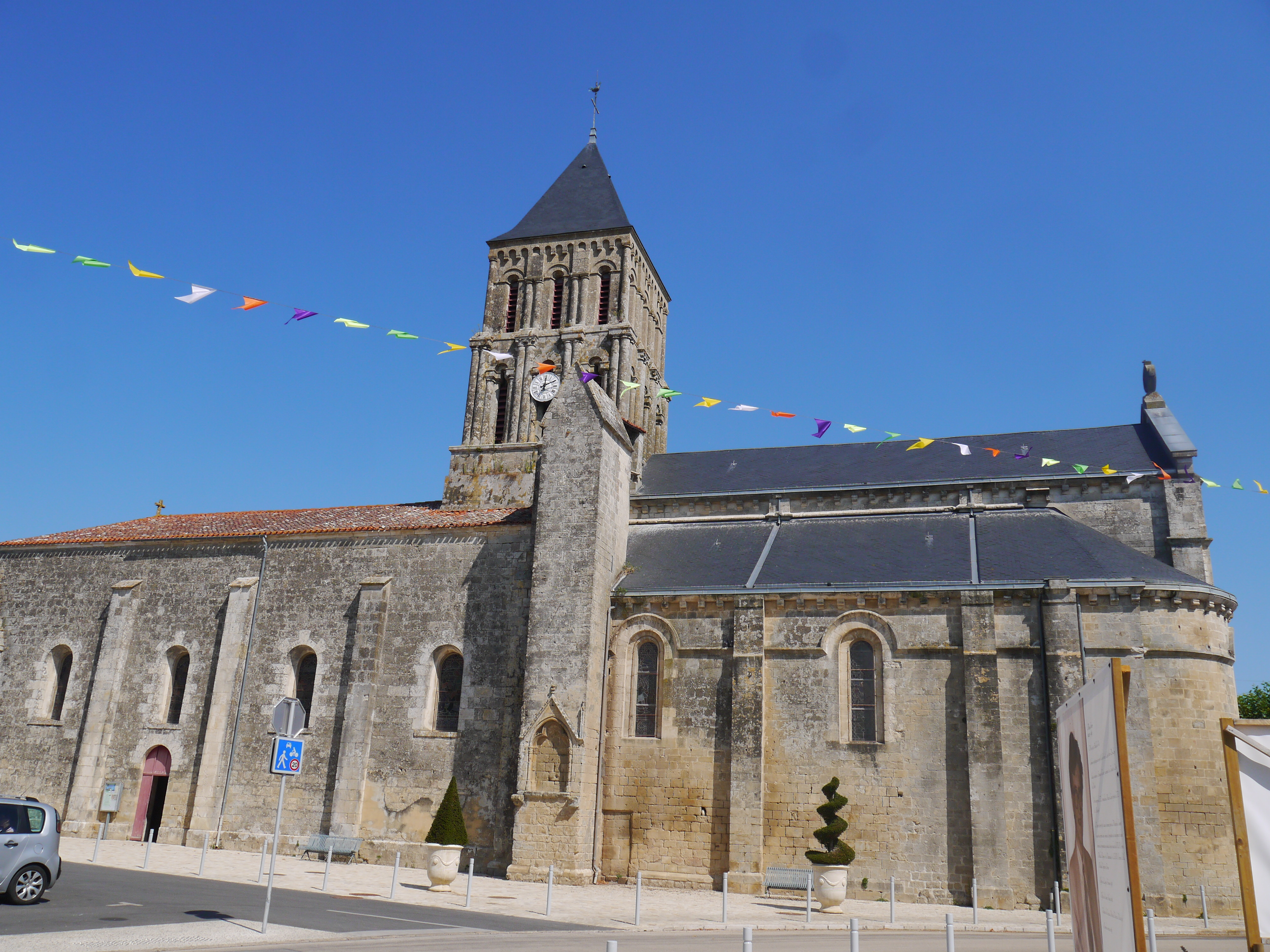
Kirche von Saint-Hilaire-des-Loges, 2016

Saint-Hilaire-des-Loges ist eine französische Gemeinde im Département Vendée in der Region Pays de la Loire. Sie gehört zum Arrondissement Fontenay-le-Comte und zum Kanton Fontenay-le-Comte (bis 2015: Kanton Saint-Hilaire-des-Loges). Sie hat 1.904 Einwohner (Stand: 1. Januar 2022), die Saint-Hilarois genannt werden.

## Geografie
Saint-Hilaire-des-Loges liegt zwischen den Flüssen Autise im Süden und Vendée im Norden.
Umgeben wird Saint-Hilaire-des-Loges von den Nachbargemeinden Foussais-Payré im Norden, Faymoreau und Saint-Maixent-de-Beugné im Nordosten, Colonges-sur-l’Autise im Osten, Saint-Pompain im Südosten, Rives-d’Autise mit Nieul-sur-l’Autise im Süden sowie Xanton-Chassenon im Westen und Südwesten.
Durch die Gemeinde verläuft die frühere Route nationale 745 (heutige D745).

## Geschichte
Die Gemeinde entstand 1828 aus dem Zusammenschluss der beiden Kommunen Saint-Étienne-des-Loges und Saint-Hilaire-sur-l’Autise.

### Bevölkerungsentwicklung
| Jahr                      | 1962 | 1968 | 1975 | 1982 | 1990 | 1999 | 2006 | 2012 |
| Einwohner                 | 1704 | 1581 | 1564 | 1667 | 1742 | 1840 | 1846 | 1965 |
| Quelle: Cassini und INSEE |      |      |      |      |      |      |      |      |

## Sehenswürdigkeiten
- Kirche Saint-Hilaire, seit 1926 Monument historique